# Hanzei
L'emperador Hanzei (japonès: 反正天皇, Hanzei-tennō) va ser el 18è emperador llegendari del Japó, segons l'ordre tradicional de successió.
No es poden assignar dades fermes sobre la vida o regnat d'aquest emperador, però convencionalment es considera que va regnar des del 406 dC fins al 410 dC.

## Història llegendària
Hanzei és considerat pels historiadors com un "emperador llegendari" del segle V. El regnat de l'emperador Kinmei (c. 509 - 571 dC), el 29è emperador, és el primer al qual la historiografia contemporània és capaç d'assignar-li dates verificables; tanmateix, els noms i dates acceptats convencionalment dels primers emperadors no es van confirmar com a "tradicionals" fins al regnat de l'emperador Kanmu (737–806), el 50è sobirà de la dinastia Yamato.
Hanzei era fill de l'emperador Nintoku i de la princesa Iwano-hime. El seu nom era Mizuhawake (瑞歯別). Era germà de l'emperador Richū; i aquesta successió efectivament va passar per alt els dos fills de Richū. No se n'ha conservat cap altre detall.
El títol contemporani de Hanzei no hauria estat tennō, ja que la majoria dels historiadors creuen que aquest títol no es va introduir fins als regnats de l'emperador Tenmu i l'emperadriu Jitō. Se suposa que en aquella època se l'hauria anomenat Sumeramikoto o Amenoshita Shiroshimesu Ōkimi (治天下大王), que significa "el gran rei que ho governa tot sota el cel". Alternativament, Hanzei podria haver estat anomenat també ヤマト大王/大君 ("Gran Rei de Yamato").
El Nihon Shoki registra que el país va gaudir de pau durant el regnat d'aquest emperador.
Al Kojiki, l'emperador Hanzei hi apareix descrit com a un home de més de nou peus d'alçada i amb dents enormes totes de la mateixa mida. Es diu que va governar des del palau de Shibagaki de Tajihi, Kawachi (actual Matsubara, Osaka); on també hi va morir en pau.
El lloc d'enterrament de Hanzei es desconeix. Tanmateix se l'ha venerat tradicionalment en un santuari xintoista commemoratiu (misasagi) a Sakai, Osaka.
L'Agència de la Casa Imperial designa el Tadeiyama kofun (田出井山古墳), a Sakai, com el mausoleu oficial de Hanzei. S'anomena formalment Mozu no mimihara no kita no misasagi (百舌鳥耳原北陵).

## Consorts i descendència
1- Dama Imperial: (皇夫人): Tsuno-hime (津野媛), filla d'Ooyake no omi Kogoto (大宅臣木事)
- Princesa Kai-hime (香火姫皇女)

- Princesa Tubura-hime (円皇女)

2- Consort (Hi) : Oto-hime (弟媛), filla d'Ooyake no omi Kogoto (大宅臣木事)
- Princesa Takara-hime (財皇女)

- Príncep Takabe (高部皇子)